# مايك آرثر
مايك آرثر (بالإنجليزية: Mike Arthur)‏ هو لاعب كرة قدم أمريكية أمريكي، ولد في 1968 في منيابولس في الولايات المتحدة.